# 水原華城
座標: 北緯37度16分39秒 東経127度01分01秒 / 北緯37.27750度 東経127.01694度

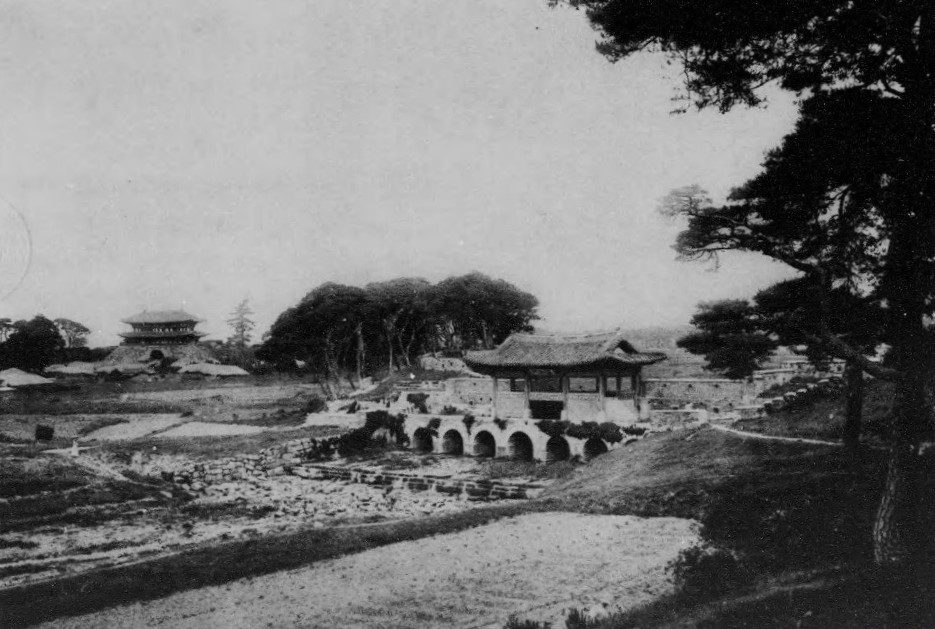
華虹門。1920年頃

水原華城（すいげんかじょう/スウォンファソン、朝: 수원 화성）は、韓国京畿道水原市にある李氏朝鮮時代の城塞遺跡。水原城または単に華城とも呼ばれる。

## 概要
18世紀末に李氏朝鮮第22代国王・正祖が、老論派の陰謀により横死した父思悼世子の墓を、楊州から水原の顕隆園（隆陵）に移して、その周囲に城壁や塔、楼閣や城門を築いて防護を固めたものが、水原華城である。
水原華城は老論を排除して実学を重視した正祖の理想都市であり、一時は華城への遷都も検討されたが、水原華城完成直後に正祖が死亡したため遷都は見送られた。
水原華城の建築には、1794年から1796年まで2年を越える月日と37万人の労力が投入された。城壁の長さは5kmを越え、中国から伝わった西洋の建築技術を輸入し、城郭の築造に石材とレンガが併用されている点が特徴的である。東洋と西洋の技術を融合させた設計を行ったのは朝鮮後期の実学者丁若鏞。これは当時の朝鮮の築城技術・建築美術の粋を集めたものであったが、水原華城を最後として、以降の李朝の築城は衰退した。
朝鮮戦争により一部が破壊されたものの、1975年から5年間を掛けて「華城城役儀軌」という築城記録をもとに修復・復元工事が行われた。現在、城郭内部は市街地化している。築城時に48あった建物のうち、41ヶ所が復元されている。
1997年、ユネスコの世界遺産（文化遺産）に登録された（ID817）。
2006年5月、復元された西将台が放火により一部焼失。後に再復元。
2022年3月、ウクライナ危機が解決するまでウクライナの平和を願うライトアップすると発表。

## 主な建造物
- 八達門（はつだつもん、팔달문、パルダルムン）

華城四大門の南門にあたる。
- 長安門（ちょうあんもん、장안문、チャンアンムン）

華城四大門の北門にあたる。事実上の正門。
- 華西門（かさいもん、화서문、ファソムン）

華城四大門の西門にあたる。
- 蒼龍門（そうりゅうもん、창룡문、チャンリョンムン）

華城四大門の東門にあたる。
- 華虹門（かこうもん、화홍문、ファホンムン）
- 東将門（とうしょうもん、동장문、トンジャンムン）
- 西南暗門（さいなんあんもん、서남암문、ソナマンムン）

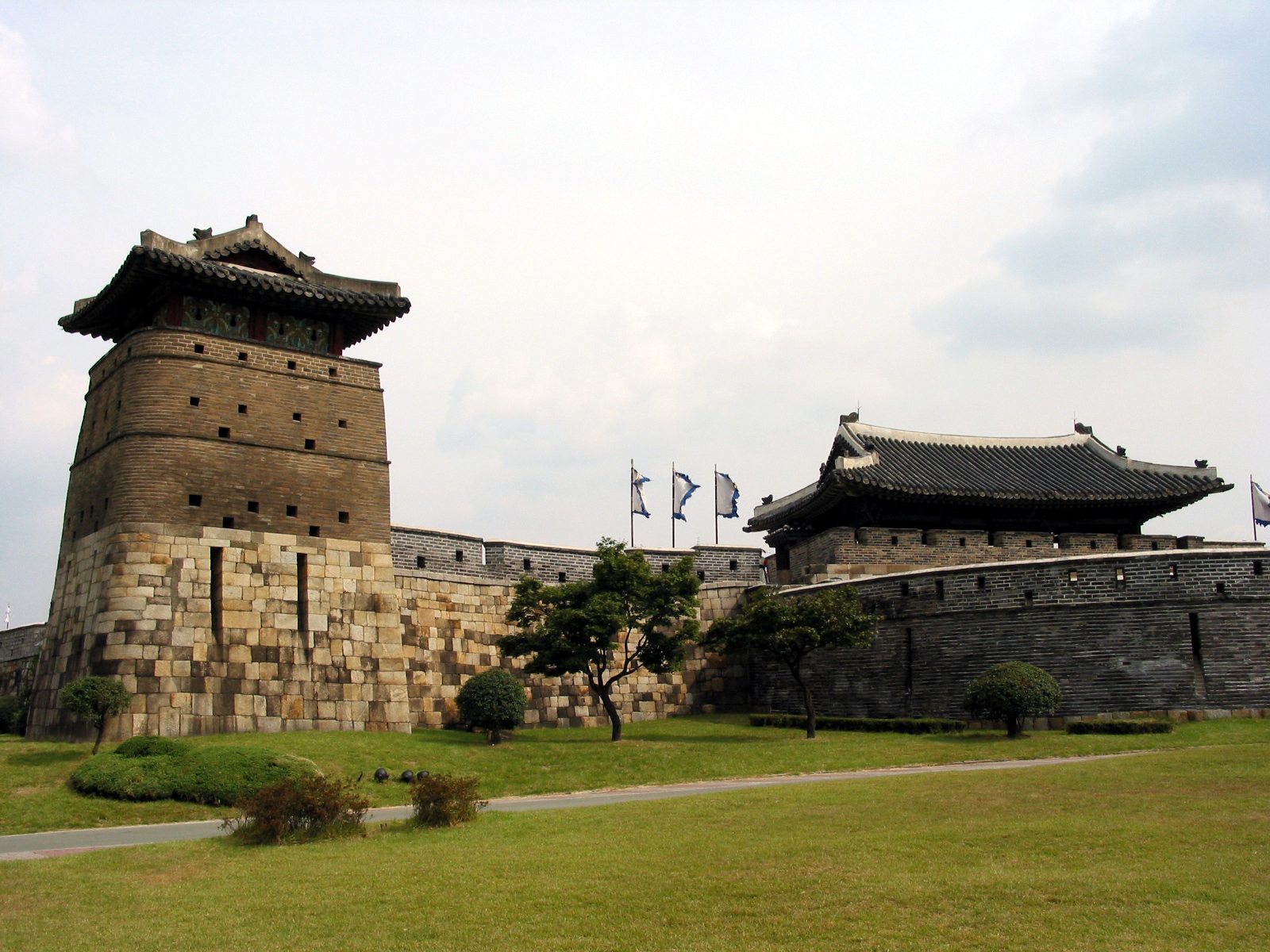
華西門と西北空心墩
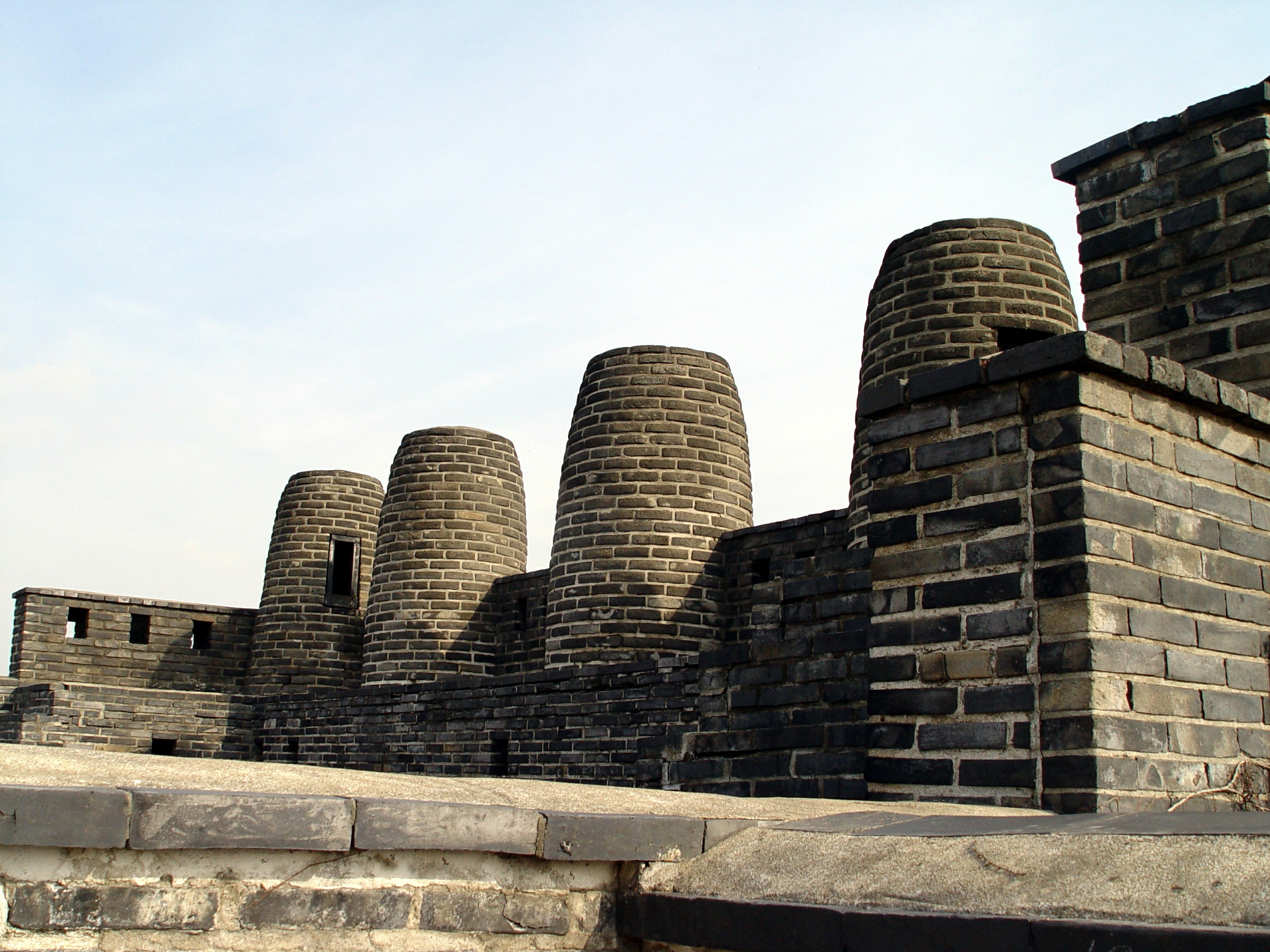
烽墩（ボンドン、のろし台）
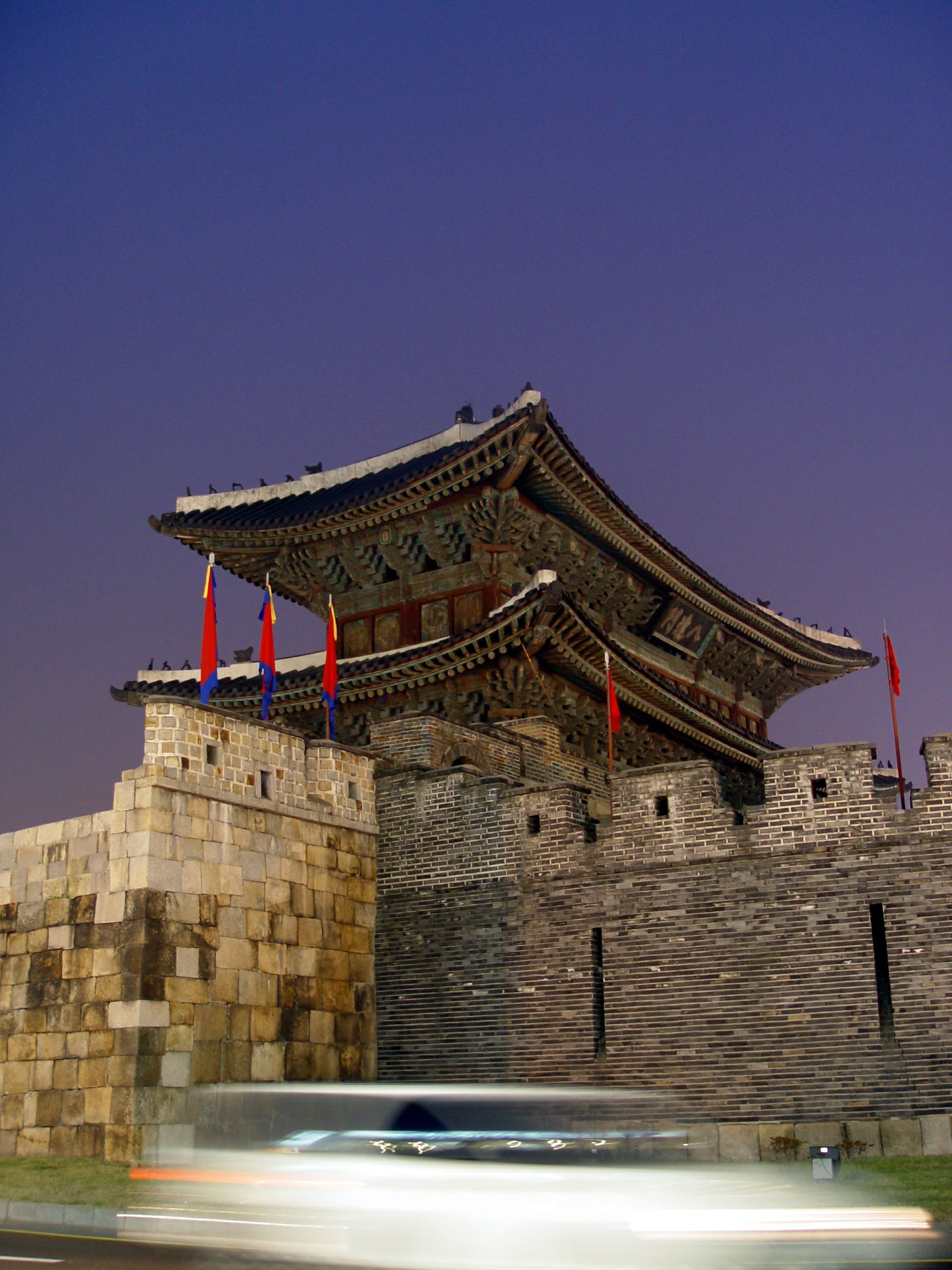
八達門
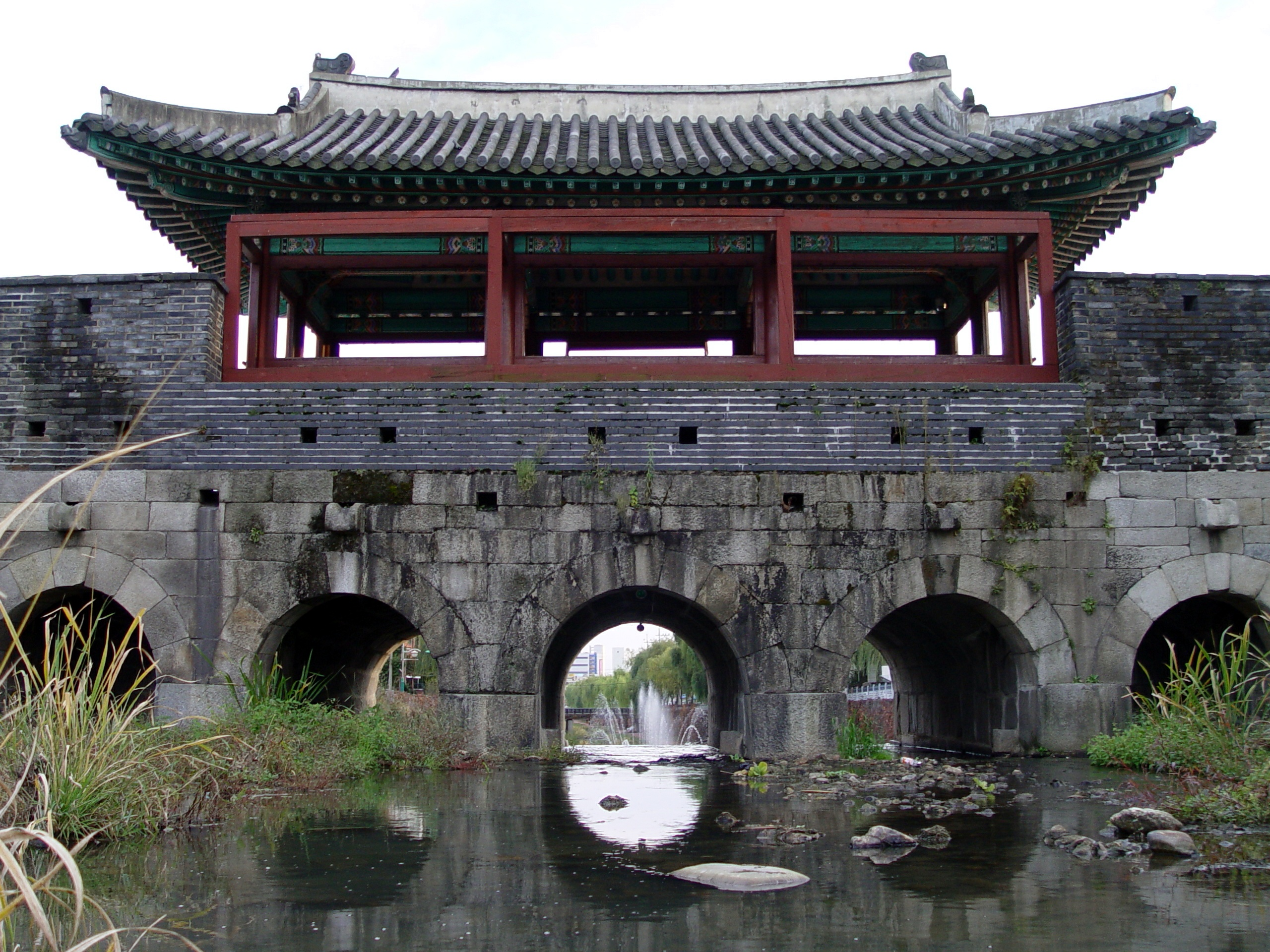
華虹門。城郭が水原川（朝鮮語版）を超える部分にある水門

## 登録基準
この世界遺産は世界遺産登録基準のうち、以下の条件を満たし、登録された（以下の基準は世界遺産センター公表の登録基準からの翻訳、引用である）。
- (2) ある期間を通じてまたはある文化圏において、建築、技術、記念碑的芸術、都市計画、景観デザインの発展に関し、人類の価値の重要な交流を示すもの。
- (3) 現存するまたは消滅した文化的伝統または文明の、唯一のまたは少なくとも稀な証拠。